# Ellis Island
Pour les articles homonymes, voir Ellis.
Ellis Island est une île située à l'embouchure de l'Hudson à New York, moins d'un kilomètre au nord de Liberty Island, l'île abritant la statue de la Liberté. Elle est, dans la première partie du XXe siècle, l'entrée principale des immigrants qui arrivaient aux États-Unis. Les services d'immigration y fonctionnent du 1er janvier 1892 jusqu'au 12 novembre 1954. L'île est maintenant gérée par le gouvernement fédéral, elle est intégrée au monument national de la Statue de la Liberté, sous l'autorité du service des parcs nationaux des États-Unis et abrite un musée. Territorialement, elle est partagée entre la ville de Jersey City dans le New Jersey et la ville de New York dans l'État de New York.
Ellis Island a été le sujet d'une querelle de limite entre ces deux États américains. Selon le bureau de statistiques des États-Unis, l'île a une superficie officielle de 129 618 m2, dont la plus grande partie créée artificiellement. La partie naturelle de l'île, qui se trouve sur le territoire de la ville de New York, est de 21 458 m2, elle est  entourée par la partie artificielle.

## Géographie

Carte avec la position d'Ellis Island en rouge

Ellis Island est à 900 mètres de la statue de la Liberté. Elle est située à New York, à l'embouchure de l'Hudson. L'île a une superficie de 11,1 hectares, dont plus de 83 % est artificielle ; elle est en forme de U pour permettre d'accueillir les bateaux à l'intérieur de l'île. La partie naturelle d'Ellis Island se situe sur l’État de New York, elle est complètement entourée de la portion artificielle qui se situe sur le New Jersey. L'altitude d'Ellis Island n’excède pas deux mètres.

## Histoire
Avant 1892 et l'ouverture d'Ellis Island comme centre d'accueil des immigrés à New York, le débarquement des voyageurs se fait à "Fort Clinton" ou "Castle Clinton", à l'extrême sud de Manhattan (aujourd'hui dans Battery Park), au grand désespoir des habitants qui se plaignent de la situation, imputant nombre de maux aux nouveaux arrivants. Ellis Island s'appelle "Fort Gibson", c'est une place militaire qui fait partie du système de défense de la ville contre la flotte britannique. L'île apparaît alors comme une meilleure solution, permettant d'isoler les migrants avant leur acceptation aux États-Unis et d'éviter les évasions. À l'origine appelée Little Oyster Island (Ile de la Petite huître), on l'appelle Ellis Island en référence à Samuel Ellis, colon venant probablement d'Écosse, qui en est le propriétaire dans les années 1770, avant son rachat par l'État de New York.
Les bâtiments du centre d'immigration d'Ellis Island sont créés par les architectes Edward Lippincott Tilton et William A. Boring qui reçoivent une médaille d'or à l'exposition universelle de Paris en 1900 pour la conception du bâtiment principal : entrées d'un côté, sorties de l'autre, sur le modèle de certaines gares.

Le centre fédéral d'immigration ouvre le 1er janvier 1892, il est fermé le 12 novembre 1954. Durant les 62 années d'activité, le bureau d'immigration des États-Unis y étudie 12 millions de demandes. 1907 est l'année avec la plus forte activité à Ellis Island, avec l'arrivée de 1 004 756 immigrants. Le 17 avril de cette année-là voit l'arrivée de 11745 immigrants.

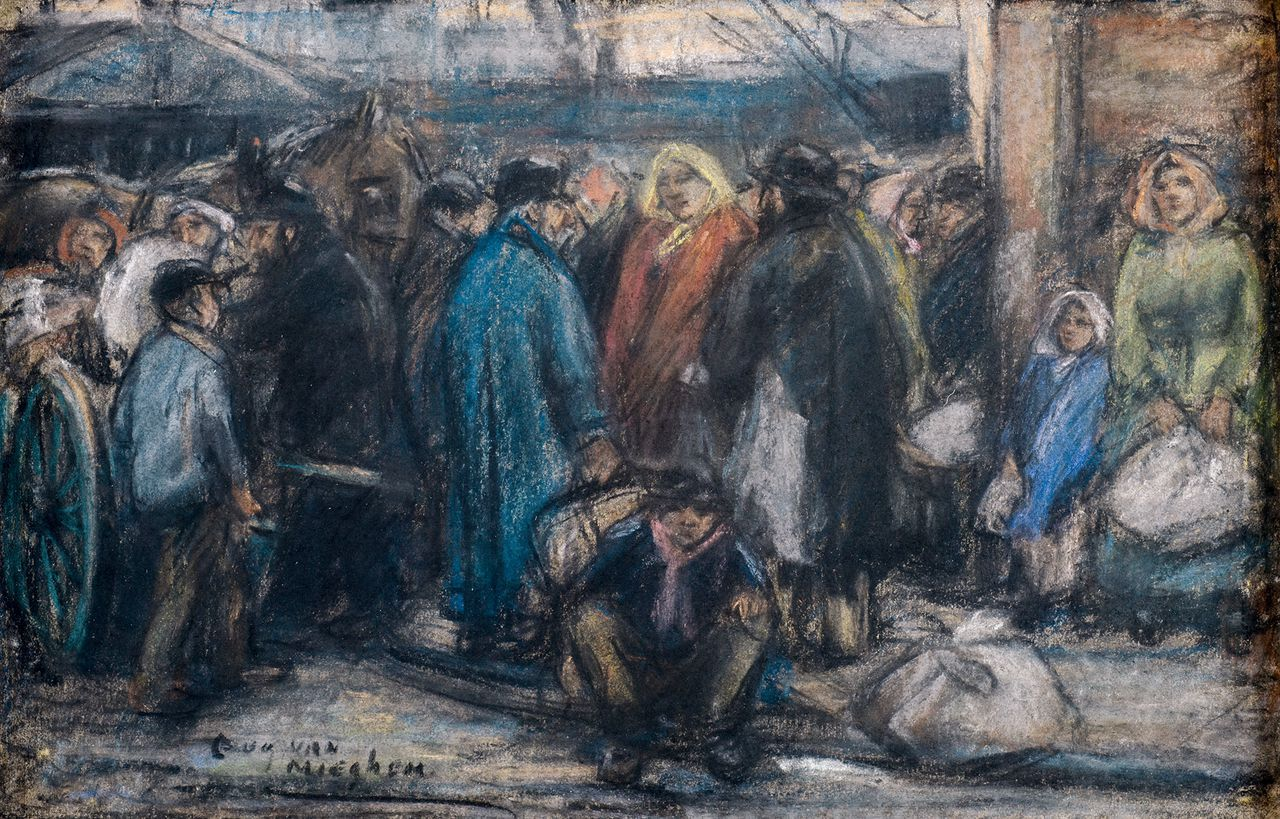
Émigrants dans la rue de Montevideo, pastel montrant des Juifs d'Europe de l'Est en attente près des bureaux de la Red Star Line, à Anvers, dans l'espoir de partir à Ellis Island, par E. van Mieghem, 1899.

Ceux qui présentent des signes de maladies sont renvoyés dans leur pays (cas extrême) ou mis en quarantaine sur l'île pendant une très longue période. Par la suite, les immigrants se voient poser une série de 29 questions comprenant leur nom, leur métier et la quantité d'argent qu'ils ont sur eux. Généralement, ces immigrants sont acceptés immédiatement et ne passent que 3 à 5 heures sur l'île. Cependant, plus de 3 000 immigrants meurent à l'hôpital. Certaines personnes sont également refoulées car on considère qu'elles risquent d'être au chômage. Environ 2 % des arrivants voient ainsi leur admission aux États-Unis rejetée et sont renvoyés dans leur pays d'origine pour différentes raisons telles que leur santé ou leur passé criminel. Ellis Island est souvent surnommée The Island of Tears (l'Ile des pleurs) ou Heartbreak Island (l'Ile des cœurs brisés) à cause de ces 2 % de personnes qui ne sont pas admises après leur long voyage.
L'auteur Louis Adamic (1899-1951), venu de Slovénie en 1913, décrit la nuit qu'il a passée à Ellis Island. Lui et plusieurs autres immigrants dorment sur des lits dans un long couloir. N'ayant pas de couvertures chaudes, le jeune homme ne peut dormir de la nuit, entendant les ronflements et plusieurs des rêves se faisant dans différentes langues. Il décrit aussi une cuisine tellement grande qu'elle peut accueillir 1 000 personnes.

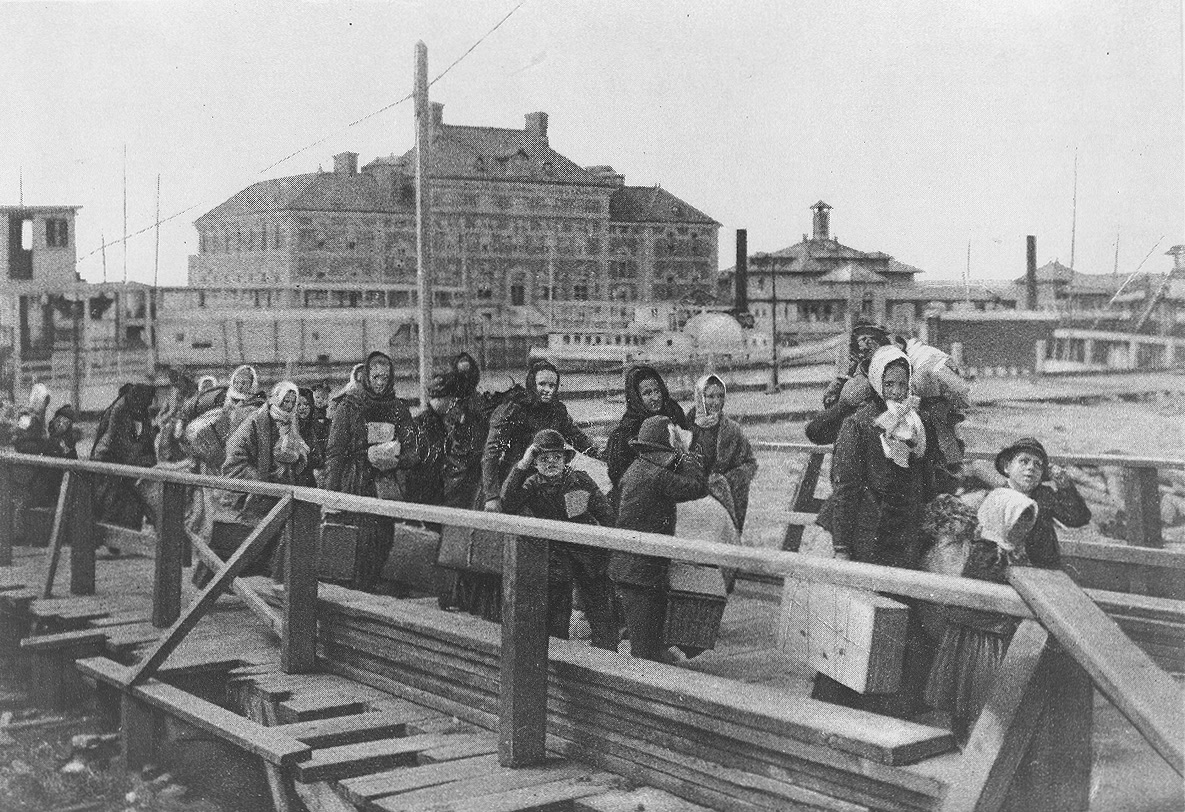
Immigrants historiques vers le Nouveau Monde au XIXe siècle et XXe siècle devenus symboles des États-Unis.

Durant la Première Guerre mondiale, le sabotage allemand du dépôt de munitions du Black Tom Wharf endommage les bâtiments d'Ellis Island. Durant la guerre, l'île est utilisée pour interner des marchands allemands et autres ennemis de guerre, c'est aussi un centre d'aide pour les soldats américains blessés ou malades à leur retour du front européen. Ellis Island reçoit également plusieurs dizaines de milliers d'immigrants par an durant cette période, mais beaucoup moins qu'avant-guerre. Après celle-ci, le nombre remonte au niveau d'avant-guerre.

En 1917, des modifications des règles d'entrée limitent les flux migratoires. Un test d’alphabétisation est mis en place. 

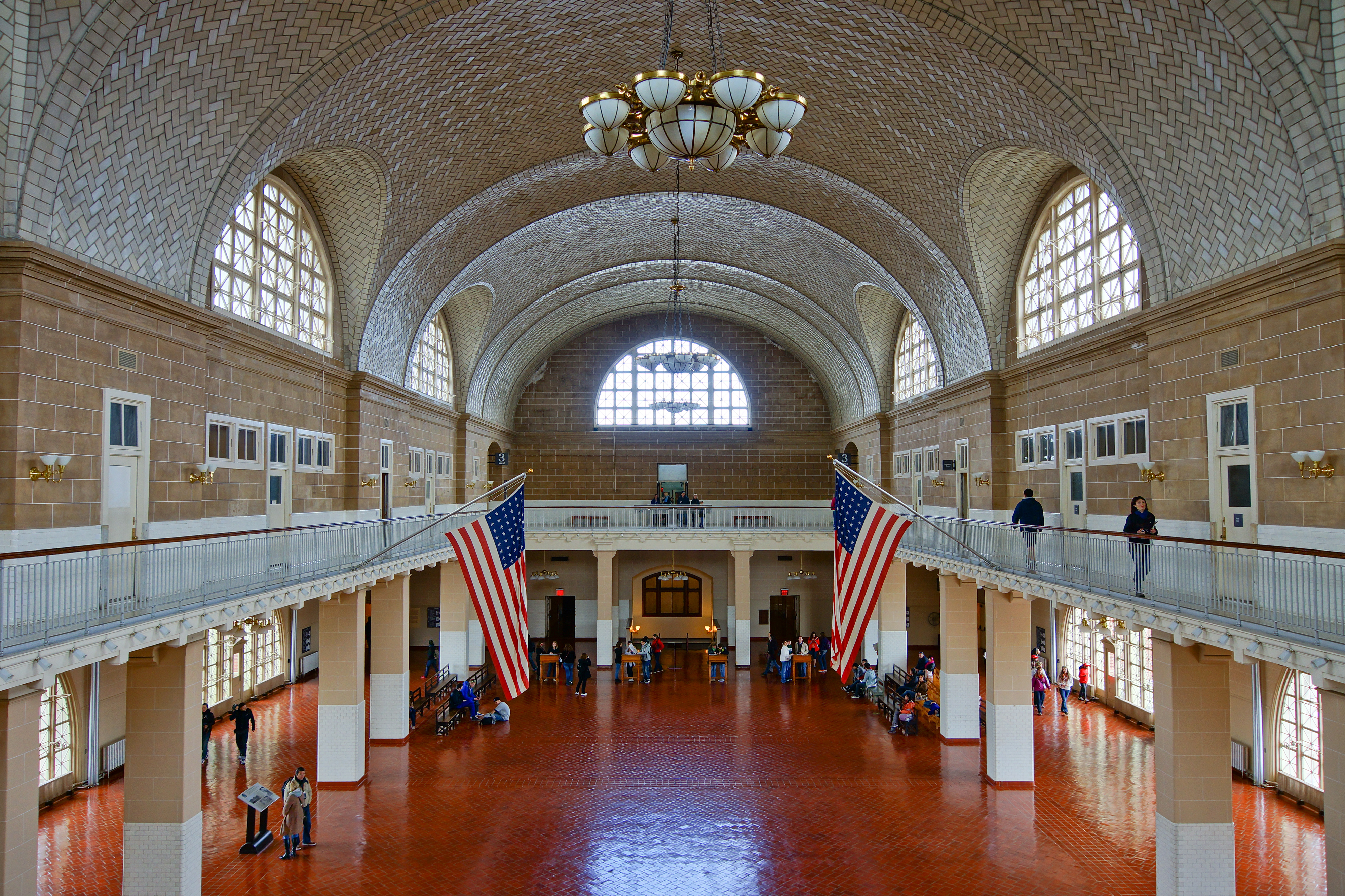
Grand Hall du bâtiment principal, où étaient accueillis les immigrés.

Après 1924 et les lois sur les quotas d'immigration de Johnson-Reed, qui font diminuer considérablement l'immigration et transfèrent aux ambassades le rôle de choisir les futurs arrivants, le centre devient un lieu de détention et d'expulsion pour les étrangers indésirables. Les quotas portent sur 17 000 Irlandais, 7 500 Britanniques, 7 400 Italiens et 2 700 Russes. La crise de 1929 réduit encore le nombre d'immigrants, passant de 241 700 en 1930 à 97 000 en 1931, puis à 35 000 en 1932. Au même moment, Ellis Island devient un centre de détention pour les expulsés vers leurs pays d'origine : dissidents politiques, anarchistes, chômeurs. Les expulsés furent 62 000 en 1931, 103 000 en 1932 et 127 000 en 1933.
Pendant et après la Seconde Guerre mondiale, Ellis Island sert de base d'entraînement aux garde-côtes et de camp pour les prisonniers de guerre. Environ 7 000 Allemands, Italiens et Japonais sont détenus sur l'île.
La loi sur la Sécurité intérieure de 1950 interdit aux membres des organisations communistes et fascistes d'immigrer aux États-Unis. Plusieurs d'entre eux sont détenus à Ellis Island jusqu'en 1952, date à laquelle plusieurs lois sont modifiées.
En novembre 1954, Ellis Island est finalement fermée et inscrite au patrimoine, le gouvernement américain ayant construit un bâtiment de remplacement à Manhattan. L'île figure sur le registre national des sites historiques américains. Aujourd'hui, elle abrite un musée accessible en bateau depuis le Liberty State Park dans le New Jersey ou Manhattan à New York.

## Immigration

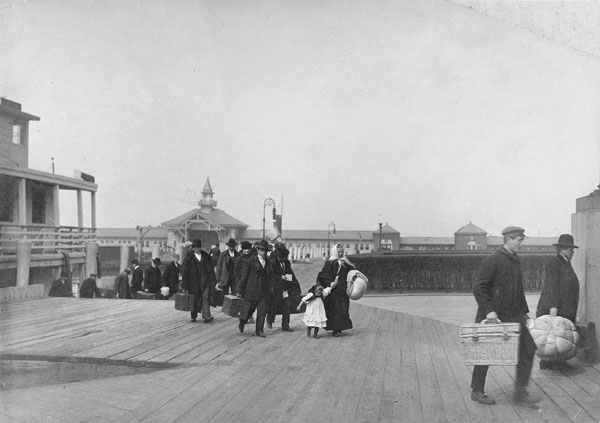
Immigrants espérant incarner le rêve américain, photo prise en 1900.

L'île accueille environ 14 millions de personnes entre son ouverture le 1er janvier 1892 et sa fermeture le 12 novembre 1954. La plupart des immigrés qui passent par Ellis Island sont européens, un certain nombre venant également de pays arabes dominés par l'Empire ottoman. La première immigrante se nommait Annie Moore, une jeune fille de 15 ans venant du comté de Cork en Irlande, le 1er janvier 1892 pour rejoindre avec ses deux frères, leurs parents, qui étaient venus à New York quatre ans auparavant. Elle est accueillie par les officiels et une pièce d'or de dix dollars.
La dernière personne à passer à Ellis Island est un marchand norvégien du nom d'Arne Peterssen en novembre 1954. Après la signature du National Origins Acts, en 1924, les seuls immigrants à être autorisés à venir à Ellis Island sont des déportés ou des réfugiés de guerre. Actuellement, plus de 100 millions d'Américains ont un ou plusieurs ancêtres qui sont arrivés en Amérique par Ellis Island.
Les archives des entrées sur le territoire américain via Ellis Island sont accessibles en ligne, notamment pour les recherches généalogiques.

## Musée

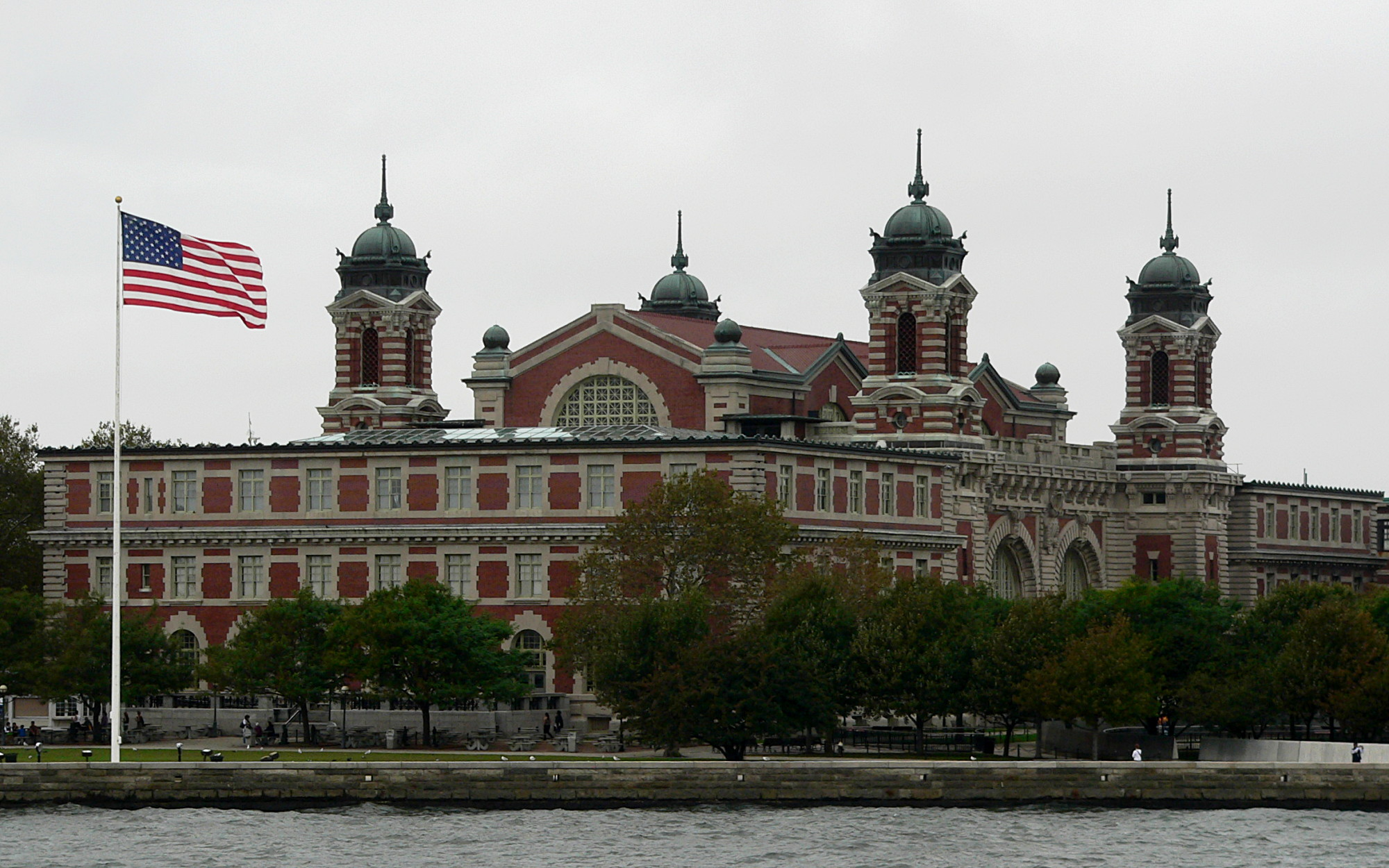
Bâtiment principal de l'île, devenu « Musée national de l'histoire de l'immigration des États-Unis » en 1990.

Un pont relie Ellis Island au Liberty State Park dans le New Jersey. Il a été construit pour la rénovation de l'île. Mais celui-ci est actuellement fermé au public (principalement du fait de l'opposition de la ville de New York).

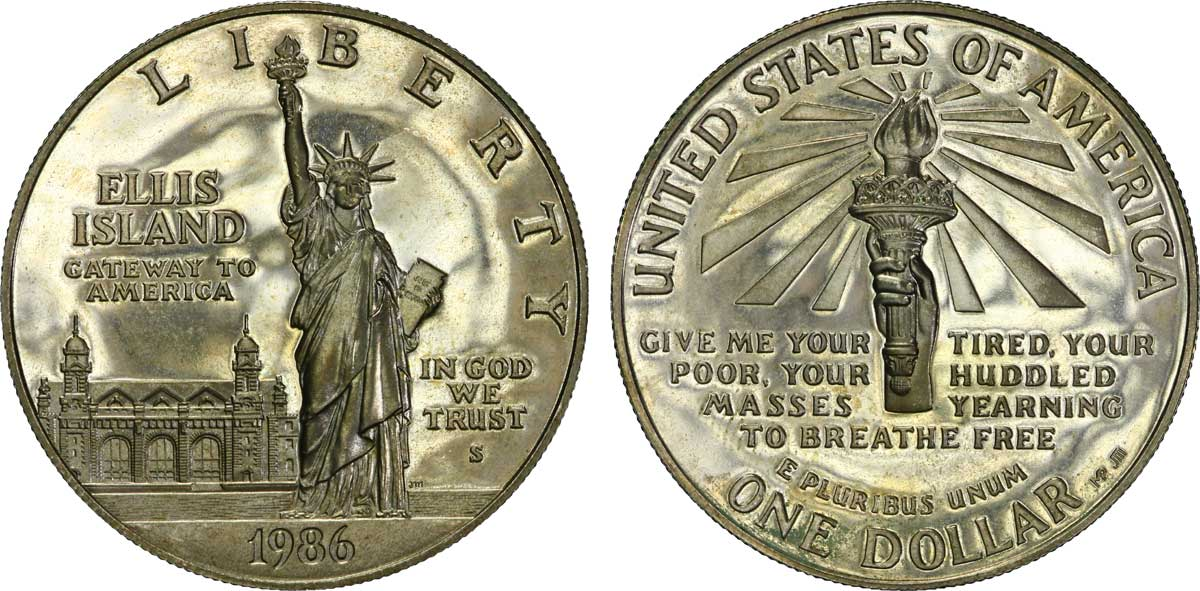
Dollar américain de 1986, édition limitée représentant la statue de la liberté et le bâtiment principal d’Ellis Island.

Il existe un mur d'honneur situé à l'extérieur du bâtiment principal. Contrairement à ce qui est parfois dit, il n'y est pas inscrit le nom de tous les migrants étant passés par l'île. Il offre surtout la possibilité aux gens de faire un don en mémoire d'un immigrant.
Le cabinet d'architecture de Boston Finegold Alexander + Associates Inc, avec l'aide d'un cabinet new-yorkais, est chargé de la restauration et de l'adaptation du bâtiment principal. Un budget de construction de 160 millions de dollars est nécessaire pour accomplir ce travail, l'argent ayant été récolté par une campagne publique de levée de fonds. Le musée ouvre le 10 septembre 1990.
Dans le cadre de l'initiative lancée lors du centenaire du Service des parcs nationaux, la partie sud de l'île va faire l'objet d'un projet de restauration des 28 bâtiments qui n'ont pas encore été réhabilités.

## Compétence fédérale
Le 15 octobre 1965, Ellis Island est officiellement intégrée au monument national de la statue de la Liberté, géré par le Service des parcs nationaux américains. L'île se trouve dans la partie New Jersey de l'Hudson River. Durant la période coloniale, cependant, New York en a pris possession et le New Jersey a accepté cet état de fait. Dans un accord entre les deux États américains, approuvé par le Congrès des États-Unis en 1834, le New Jersey accepte que New York garde la juridiction exclusive sur l'île.
Par la suite, cependant, le gouvernement fédéral agrandit artificiellement l'île pour pouvoir y installer le centre d'immigration qui ouvre en 1892. L'agrandissement se poursuit jusqu'en 1934. Les neuf dixièmes de l'île sont artificiels et n'existaient pas lors de l'accord de 1834.
Le New Jersey déclare que la nouvelle extension fait partie intégrante de son État et porte l'affaire en justice, conduisant le  maire de New York de l'époque, Rudolph Giuliani, à argumenter que son père, un immigrant italien qui était passé par Ellis Island, n'avait jamais voulu aller dans le New Jersey.
Ce conflit remonte jusqu'à la Cour suprême des États-Unis, qui conclut en 1998 que le New Jersey dispose de l'autorité sur toute la partie de l'île créée après l'accord de 1834. Cette décision engendre plusieurs problèmes : quelques bâtiments, par exemple, tombent sous la juridiction des deux États. Le New Jersey et l'État de New York décident ainsi de partager l'île. Cependant, Ellis Island reste la propriété du gouvernement fédéral et aucun remaniement juridique n'a amené le contrôle d'une partie de l'île à un des deux États.

## Dans le cinéma
Depuis l'époque du cinéma muet, Ellis Island suscite l'imagination des réalisateurs et des producteurs américains. Parmi les premiers films montrant l'île, on peut citer A Citizen in the Making (1912), Traffic in souls (1913), The Yellow Ticket (1916), L'Émigrant de Charlie Chaplin (1917), My Boy (1921), The Strong Man (1926), We Americans (1928), Ellis Island (1936), Gateway (1938) et Exile Express (1939).
Plus récemment, l'île apparaît dans une scène du film Hitch, expert en séduction, où les héros interprétés par Will Smith et Eva Mendes prennent des jet skis pour se rendre à Ellis Island et y explorer le bâtiment principal. Golden Door, l'histoire de migrants siciliens sorti en 2006, se déroule en partie sur Ellis Island et s'achève par des scènes tournées sur l'île.
Le film 3D IMAX, Across the Sea of Time, ayant comme sujet l'arrivée des immigrants de New York, comprend des images récentes et d'anciennes photographies d'Ellis Island.
Ellis Island comme porte d'entrée vers les États-Unis est décrite en détail dans le film Mottel the Cantor's Son de Sholom Aleichem. C'est également l'endroit où Don Corleone est retenu comme jeune immigrant dans Le Parrain 2. On le marque d'un X sur son chandail, symbole signifiant une personne présentant des problèmes de santé. Dans le film, le jeune garçon souffre de la variole.
Dans le film X-Men, une rencontre des Nations unies sur l'île est la cible de Magneto, un mutant qui tente de changer artificiellement tous les délégués présents. The Brother from Another Planet quant à lui s'ouvre sur Ellis Island.
Le film d'Elia Kazan America, America raconte l'immigration d'un jeune turc (d'origine arménienne) appelé Stavros jusqu'à son arrivée aux États-Unis au début du XXe siècle. Il doit passer par la douane sur l'île et se fait passer pour son camarade qui est mort noyé le jour précédent.
En 1979, le cinéaste français Robert Bober réalise un documentaire en étroite collaboration avec Georges Perec, qu'il a déjà eu l'occasion de filmer. Ce film, intitulé Récits d'Ellis Island, est composé de deux parties : la première, Traces, évoquera l'arrivée des émigrés de 1892 à 1924 à Ellis Island. La seconde, Mémoire, est un témoignage, filmé à New York, d'émigrants juifs et italiens entrés aux États-Unis par Ellis Island.
Un documentaire sur l'hôpital d'Ellis Island a été tourné par Lorie Conway ; l'artiste interdisciplinaire Meredith Monk a également réalisé en 1981 un court-métrage éponyme relatant l'arrivée des immigrants sur l'île.
En 2013, The Immigrant de James Gray suit le parcours d'une immigrée polonaise. Le film s'ouvre sur la Statue de la Liberté vue depuis Ellis Island. Plusieurs scènes du film s'y déroulent, notamment le plan final. The Immigrant rend aussi hommage au Parrain 2, notamment avec les scènes de flashback (retour en arrière), retraçant la jeunesse de Vito Corleone.
En 2014, le film documentaire Ellis Island une histoire du rêve américain réalisé par Michael Prazan, revient sur l'histoire d'Ellis Island et sur les destins des immigrants.
En 2015, le court-métrage Ellis réalisé par JR sur un scénario d'Eric Roth avec Robert de Niro.

## En BD
Philippe Charlot (scénario) et Miras (Dessins et couleurs) ont publié une BD en 2 volumes :
- Tome I : Ellis Island, Bienvenue en Amérique, Grand angle, Bamboo éditions, 2020.  (ISBN 978-2-8189-6784-3)
- Tome II : Ellis Island, le rêve américain, Grand angle, Bamboo éditions, 2021.  (ISBN 978-2-8189-6785-0)

## Personnalités passées par Ellis Island
- Lucky Luciano : mafieux venu d'Italie
- William O'Dwyer : homme politique venu d'Irlande
- Pola Negri : actrice venue de Pologne
- Samuel Goldwyn : producteur venu de Pologne
- George Voskovec : acteur venu de République Tchèque
- Cary Grant : acteur venu du Royaume-Uni
- Rafaela Ottiano : actrice venue d'Italie
- Claudette Colbert : actrice venue de France
- Arshile Gorky : peintre venu d'Arménie
- Bob Hope : acteur, humoriste et chanteur venu du Royaume-Uni
- Louis Adamic : écrivain venu de Slovénie
- Joe Adonis : mafieux venu d'Italie
- Rudolph Valentino : acteur venu d'Italie
- Greta Garbo : actrice venue de Suède
- Anna Q. Nilsson : actrice venue de Suède
- Owen Moore : acteur venu d'Irlande
- Matt Moore : acteur venu d'Irlande
- Antonio Moreno : acteur venu d'Espagne
- Alan Mowbray : acteur venu du Royaume-Uni
- Felix Frankfurter : acteur venu d'Autriche
- Dick Haymes : acteur venu d'Argentine
- Wanda Landowska : pianiste venue de Pologne
- Alla Nazimova : actrice venue de Russie
- Marlene Dietrich : actrice venue d'Allemagne
- Charles Boyer : acteur venu de France
- Fritz Lang : réalisateur venu d'Autriche
- Ernst Lubitsch : réalisateur et acteur venu d'Allemagne
- Billy Wilder : réalisateur, producteur et scénariste venu de Pologne
- Alfred Hitchcock : réalisateur, producteur et scénariste venu du Royaume-Uni
- Erich von Stroheim : acteur, scénariste, écrivain et réalisateur venu d'Autriche
- Charlie Chaplin : acteur, scénariste, réalisateur, producteur et compositeur venu du Royaume-Uni
- Conrad Veidt : acteur venu d'Allemagne
- Adolph Zukor : producteur venu de Hongrie
- Albert Warner et Harry Warner: producteurs venus de Pologne
- Carl Laemmle : producteur venu d'Allemagne
- Béla Lugosi : acteur venu d'Autriche-Hongrie
- Cipriano Castro : homme politique originaire du Venezuela
- Battling Siki : boxeur venu du Sénégal
- Ben Shahn : peintre et photographe venu de Lituanie
- Al Jolson : acteur et chanteur venu de Lituanie
- Vincent R. Impellitteri : homme politique venu d'Italie
- Claude McKay : écrivain et romancier venu de Jamaïque
- Yma Sumac : chanteuse venue du Pérou
- Joseph Calleia : acteur venu de Malte
- Irène Bordoni : chanteuse et actrice venue de France (franco-italienne) .
- Xavier Cugat : musicien venu d'Espagne
- Wilhelm Reich : docteur, psychiatre et psychanalyste venu d'Ukraine
- Vernon Duke : compositeur venu de Biélorussie
- Joseph Bonanno : gangster venu d'Italie
- Isaac Asimov : écrivain venu de Russie
- Hyman Rickover : amiral de l'United States Navy venu de Pologne
- Eva Kotchever : fondatrice du Eve's Hangout de New York venue de Pologne
- Margarita Ucelay : universitaire espagnole, spécialiste de l'œuvre de Federico García Lorca